# Children of Morta
Children of Morta — компьютерная ролевая игра с элементами roguelike и песочницы, разработанная иранской студией Dead Mage и выпущенная 11 bit studios в 2019 году на платформе PC. Также игра доступна на Xbox One, PlayStation 4, Nintendo Switch.

## Сюжет и игровой процесс
Сюжет игры строится вокруг семьи Бергсонов, стражей пограничья. Сурового Джона, его беременной жены Мэри, их непоседливых детей Кевина, Линды, Люси и Марка, его сводного брата Бена и их общей матери Маргарет.
Отдельные походы в подземелье оканчиваются возвратами в дом семьи Бергсонов, которые иногда развивают повествование. Некоторые части истории происходят после событий, происходящих в игре.

## Критика
| Сводный рейтинг    | Сводный рейтинг |
| Агрегатор          | Оценка          |
| ------------------ | --------------- |
| GameRankings       | 81,72 %         |
| Metacritic         | 82/100          |
| Иноязычные издания |                 |
| Издание            | Оценка          |
| Game Informer      | 9/10            |
| GameSpot           | 80/100          |
| PC Gamer (US)      | 68/100          |

Игра получила преимущественно положительные отзывы. На сайте-агрегаторе Metacritic средняя оценка игры составляет 82/100 для платформы PC.
Разработчики были вызваны в иранскую полицию нравов из-за несоответствия исламским традициям.
В июне 2022 года издатель 11 bit studios сообщил, что продажи Children of Morta превысили 1 миллион копий.